# Бонниер, Кай
Кай Бонниер (швед. Kaj Bonnier; 16 марта 1901, Стокгольм, Швеция — 5 ноября 1970, Стокгольм, Швеция) — шведский книгоиздатель.

## Биография
Родился в семье Карла Отто Бонниера, потомственных книгоиздателей.
После получения среднего образования Кай в 1920 году начал работать в фирме Albert Bonnier, а также продолжил профессиональное обучение в Nordiska bokhandeln в Стокгольме. Позже в 1921 году работал в Ulstein & Co в Берлине, в 1922 году в Hachette & Co в Париже, в 1923 году в Librairie Stock в Париже и в Albert Bonnier Publishing House в Нью-Йорке в 1923—1924 годах. В 1924 году Бонниер вернулся в Albert Bonnier, где был исполнительным директором с 1941 по 1953 год и председателем совета директоров с 1953 по 1962 год.
Кай был членом совета директоров Dagens Nyheter с 1946 года и стал его председателем в 1960 году. Он также был председателем Шведской ассоциации книгоиздателей в 1955—1960 годах и полноправным членом Стокгольмской торговой палаты с 1956 года.
Кай Бонниер женился в 1923 году на Улле Веттерлинд (1900—1993), дочери оптового торговца Йозефа Веттерлинда. У них было трое детей: Сюзанна (1924—2016), Томас (род. 1926) и Давид (род. 1933).